# Husum (Szwecja)
Husum – miejscowość (tätort) w Szwecji w gminie Örnsköldsvik w regionie Västernorrland. Około 1709 mieszkańców.